# Amway Arena
Amway Arena (tidligere kendt som Orlando Arena og TD Waterhouse Centre) er en sportsarena i Orlando i Florida, USA, der er hjemmebane for NBA-holdet Orlando Magic. Arenaen har plads til ca. 18.000 tilskuere, og blev indviet den 29. januar 1989. 